# CF Extremadura
A CF Extremadura, teljes nevén Club de Fútbol Extremadura egy már megszűnt labdarúgócsapat. A klubot 1924-ben alapították, 2010-ben szűnt meg.

## Története
A klubot 1924-ben alapították, majd közel harminc évet regionális bajnokságokban töltött. Elsőre a harmadosztályban csak két szezont töltött, ugyanis ezután rögtön feljutott a másodosztályba. Hét szezon után esett ki, majd 1961-től néhány szezon kivételével egészen 1990-ig a Tercera Divisiónban szerepelt, amely időközben negyedosztállyá minősült vissza.
1990-ben jutott fel a Segunda B-be, ahol négy szezont töltött. Két másodosztályú szezon után 1996-ban története első első osztályú szezonjára készülhetett. Bár rögtön kiesett, a következő szezonban ismét sikerült kivívni a feljutást. Az 1998-99-es szezonban két helyet sikerült javítani a két évvel azelőtti helyezéshez képest, ám ez ugyanúgy nem volt elég a kiesés elkerülésére.
Folyamatos visszaesés után 2010-ben megszűnt. Utolsó három szezonját regionális bajnokságokban töltötte. Még a megszűnés előtt jött létre egy másik csapat a városban, az Extremadura UD. Ez a regionális másodosztályban kezdte szereplését, azonban a 2010-11-es szezonnak már a harmadosztályban vágott neki.

## Statisztika
| Szezon  | Osztály    | Poz. | Copa del Rey |
| ------- | ---------- | ---- | ------------ |
| 1952/53 | 3ª         | 3.   |              |
| 1953/54 | 3ª         | 1.   |              |
| 1954/55 | 2ª         | 11.  |              |
| 1955/56 | 2ª         | 7.   |              |
| 1956/57 | 2ª         | 9.   |              |
| 1957/58 | 2ª         | 9.   |              |
| 1958/59 | 2ª         | 5.   |              |
| 1959/60 | 2ª         | 12.  |              |
| 1960/61 | 2ª         | 15.  |              |
| 1961/62 | 3ª         | 4.   |              |
| 1962/63 | 3ª         | 6.   |              |
| 1963/64 | 3ª         | 2.   |              |
| 1964/65 | 3ª         | 8.   |              |
| 1965/66 | 3ª         | 1.   |              |
| 1966/67 | 3ª         | 3.   |              |
| 1967/68 | 3ª         | 6.   |              |
| 1968/69 | 3ª         | 15.  |              |
| 1969/70 | 3ª         | 15.  |              |
| 1970/71 | Regionális | --   |              |
| 1971/72 | Regionális | --   |              |

| Szezon  | Osztály    | Poz. | Copa del Rey |
| ------- | ---------- | ---- | ------------ |
| 1972/73 | 3ª         | 18.  |              |
| 1973/74 | Regionális | --   |              |
| 1974/75 | 3ª         | 19.  |              |
| 1975/76 | Regionális | --   |              |
| 1976/77 | Regionális | --   |              |
| 1977/78 | 3ª         | 6.   |              |
| 1978/79 | 3ª         | 16.  |              |
| 1979/80 | 3ª         | 13.  |              |
| 1980/81 | 3ª         | 11.  |              |
| 1981/82 | 3ª         | 13.  |              |
| 1982/83 | 3ª         | 13.  |              |
| 1983/84 | 3ª         | 4.   |              |
| 1984/85 | 3ª         | 2.   |              |
| 1985/86 | 3ª         | 5.   |              |
| 1986/87 | 3ª         | 4.   |              |
| 1987/88 | 3ª         | 3.   |              |
| 1988/89 | 3ª         | 2.   |              |
| 1989/90 | 3ª         | 1.   |              |
| 1990/91 | 2ªB        | 14.  |              |
| 1991/92 | 2ªB        | 3.   |              |

| Szezon  | Osztály    | Poz. | Copa del Rey |
| ------- | ---------- | ---- | ------------ |
| 1992/93 | 2ªB        | 6.   |              |
| 1993/94 | 2ªB        | 1.   |              |
| 1994/95 | 2ª         | 15.  |              |
| 1995/96 | 2ª         | 5.   |              |
| 1996/97 | 1ª         | 19.  |              |
| 1997/98 | 2ª         | 2.   |              |
| 1998/99 | 1ª         | 17.  |              |
| 1999/00 | 2ª         | 8.   |              |
| 2000/01 | 2ª         | 11.  |              |
| 2001/02 | 2ª         | 21.  |              |
| 2002/03 | 2ªB        | 5.   |              |
| 2003/04 | 2ªB        | 13.  |              |
| 2004/05 | 2ªB        | 10.  |              |
| 2005/06 | 2ªB        | 11.  |              |
| 2006/07 | 2ªB        | 16.  |              |
| 2007/08 | Reg. Preg. | 17.  |              |
| 2008/09 | Reg. Preg. | 17.  |              |
| 2009/10 | Reg. Preg. | 19.  |              |

## Ismertebb játékosok
| - Iván Gabrich - Gonzalo Pavone - José Basualdo - Carlos Duré - Walter Silvani - Walter del Río - Luis Rueda - Ronny Gaspercic - Renaldo - Rubenilson - Raymond Kalla - Navarro Montoya - Iván Zarandona - Laurent Viaud - Igor Gluščević - Hassan Kachloul - Virgilio Ferreira - Vítor Pereira - Goran Bogdanović | - Miroslav Čermelj - Dejan Osmanović - Kiko - Rubén Torrecilla - David Aganzo - Ito - David Castedo - David Casablanca - Ismael - Changui - Poli - Edu Moya - Jesús Vázquez - Quique Estebaranz - David Karanka - Pier - Antonio Esposito - Víctor López |